# Arbutus andrachnoides
Arbutus andrachnoides là một loài thực vật có hoa trong họ Thạch nam. Loài này được Link mô tả khoa học đầu tiên năm 1821.